# Glomera dubia
Glomera dubia är en orkidéart som beskrevs av Johannes Jacobus Smith. Glomera dubia ingår i släktet Glomera och familjen orkidéer. Inga underarter finns listade i Catalogue of Life.